# Campoo de Enmedio
Campoo de Enmedio är en kommun i Spanien.  Den ligger i den autonoma regionen Kantabrien i norra delen av landet, 290 km norr om huvudstaden Madrid. Antalet invånare är 3 736 (2024).  Arean är 91,31 kvadratkilometer.